# 上丁二王
上丁二王（藏語：སྟོད་ཀྱི་སྟེང་གཉིས།），简称上丁（藏語：སྟོད་ཀྱི་སྟེངས），是对吐蕃传说中继天赤七王之后的两位赞普的统称，分别是止贡赞普和布德贡甲。这两位赞普的墓都建在荒山和石崖之上。
上丁二王在位时期，降格布·茹列吉（རུ་ལས་སྐྱེས།，又译“茹拉杰”，意为“角生”）教吐蕃人烧炭、炼制矿石、钻木为孔、建造桥梁、制作犁和轭、开垦荒地、在草滩上种田并引水灌溉，使得吐蕃经济得以发展。在此期间，吐蕃又从象雄引入苯教。